# Pucolan
Pucolani su vulkanski pepeli koji nastaju erupcijom vulkana a imaju vezivna svojstva.  Ime dolazi od mjesta Pozzuoli kod Napulja gdje se pucolan koristio kao vezivo u staroj vijeku. Pucolan nastaje prilikom erupcije vulkana (eksplozivnog izbacivanja magme) kada nastaju velike količine užarenog vulkanskog pepela koji se brzo hladi u atmosferi i pada na tlo. Termički procesi dobivanja pucolana su slični onima dobivanja zgure ili proizvodnji cementa. Sam pucolan nije vezivno sredstvo ali to postaje mješavina pucolana i vapna.
Pucolani za upotrebu u građevinarstvu moraju imati sljedeća svojstva:
- sposobnost reagiranja i vezivanja velike količine vapna
- sposobnost stvaranja produkata hidratacije vezivnih svojstava

U slučaju da se koristi kao dodatak cementu pucolan veže oslobođeno vapno koje je nastalo pri hidrataciji cementnog klinkera i smanjuje njegovu količinu zbog svog kiselog karaktera.
Podjela pucolana
Pucolani se dijele na prirodne, umjetne i aktivirane.
Prirodni pucolani se zbog različitog mineraloškog sastava dijele se prema stijenama iz kojih je nastao vulkanski pepeo pa postoje:
- napuljski pucolani
- dacitski ili andezitski tufovi
- santorinska zemlja
- dijatomejska zemlja
- tras
- opal i čert
- kristalični zeoliti

U umjetne pucolane spadaju:
- leteći pepeo – neizgorjeli staklasti dijelovi ugljene prašine koji se dobivaju iz elektrofiltera npr. termoelektrana na ugljen
- silicijska prašina (amorfna elektrofilterska SiO2 prašina – eng. silica fume) – dobiva se kao sporedni proizvod kod proizvodnje ferosilicija i sličnih materijala

Aktivirani pucolani se dobivaju žarenjem prirodnih materijala koji inače nemaju pucolanska svojstva ali ih dobivaju tek nakon termičke obrade. U ovu vrstu pucolana spadaju žarene gline i slični materijali.